# بلادشای اند اوانت
بلادشای اند اوانت (انگلیسی: Bloodshy & Avant) یک گروه موسیقی دونفره تهیه‌کننده موسیقی و ترانه‌نویس از سوئد است. این دو با بسیاری از هنرمندان برجسته مانند بریتنی اسپیرز، کایلی مینوگ، مدونا، جنیفر لوپز و کیتی پری همکاری داشته‌اند. این گروه علاوه بر کارهای تهیه موسیقی، درکنار اندرو ویات عضو گروه مایک اسنو هستند.